# Aeroportul Tianshui Maijishan
Aeroportul Tianshui Maijishan (IATA: THQ, ICAO: ZLTS) este un aeroport din Tianshui⁠(d), Gansu, Republica Populară Chineză ce deservește zona Tianshui⁠(d). Aeroportul a fost tranzitat în 2022 de 20.294 de pasageri.
aeroportul dispune de o singură pistă.